# Patatas fritas

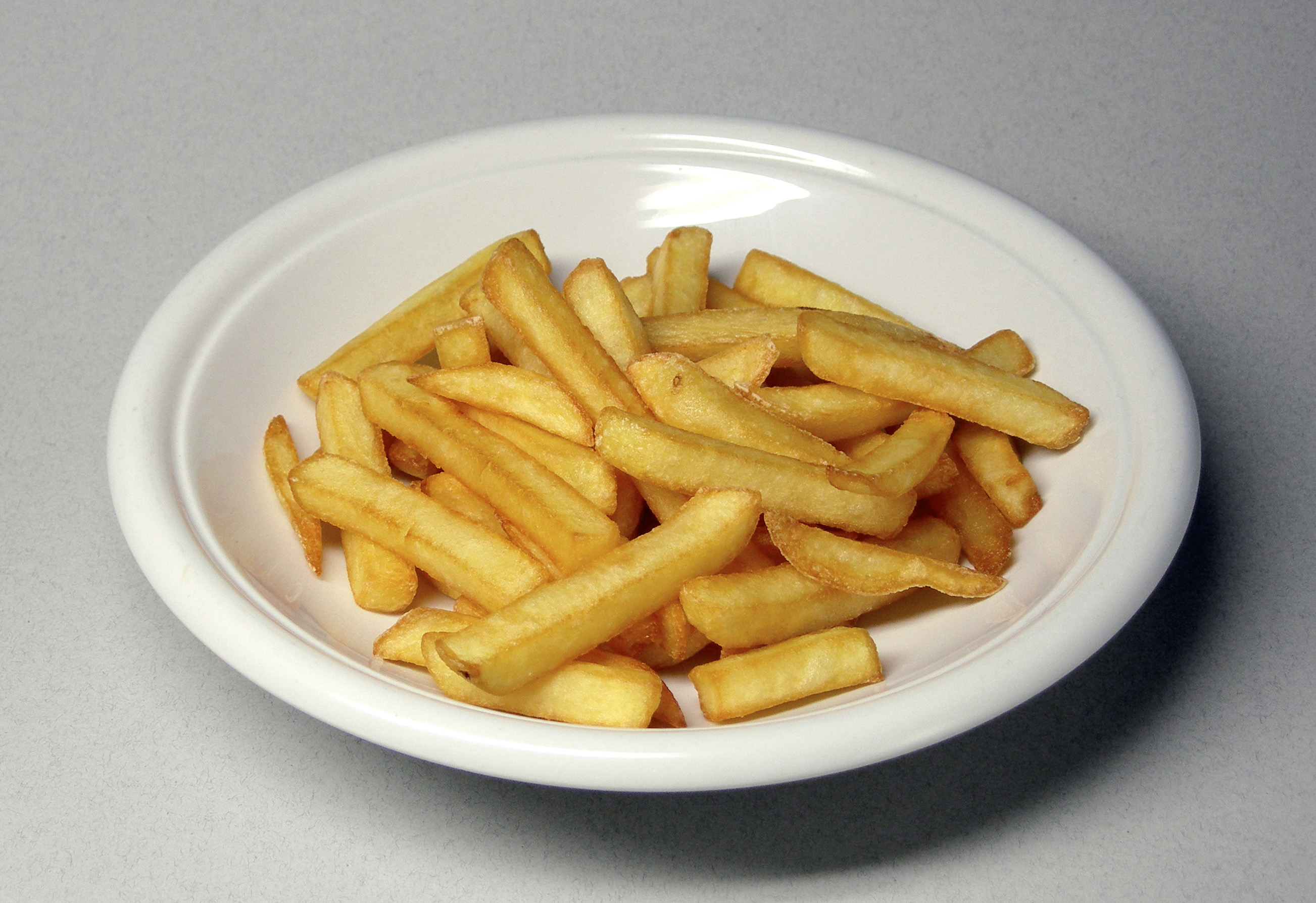
Patatas fritas.

En Espagne, les patatas fritas sont des morceaux de pomme de terre que l'on fait frire comme les frites et qui ont la même forme.
Elles sont servies souvent en tapas et sont accompagnées d'une sauce légèrement piquante qui leur donne un goût particulier.